# کاکتوس‌های کوری
کاکتوس‌های کوری (نام علمی: Corryocactus) نام یک سرده از زیرخانواده کاکتوس‌واریان است.